# Sam Butera
Sam Butera est un saxophoniste américain, né le 17 août 1927 à La Nouvelle-Orléans et mort le 3 juin 2009 à Las Vegas.
Il est mieux connu pour ses collaborations avec Louis Prima et Keely Smith. Butera est souvent considéré comme un artiste mixte qui s'est produit avec la même facilité dans le rhythm and blues et le style pop post-big band de jazz.